# Galina Grigorjeva
Galina Grigorjeva, née le 2 décembre 1962 à Simferopol, est une compositrice ukrainienne qui vit en Estonie.

## Biographie
Galina Grigorjeva étudie au conservatoire d'Odessa et obtient en 1991 un diplôme du conservatoire de Saint-Pétersbourg.
Dans les années 2000, elle travaille au sein du groupe musical NYYD Ensemble.
En 2014, elle a été décorée de l'Ordre de l'Étoile blanche, IVe classe.

## Décoration
- Ordre de l'Étoile blanche d'Estonie, 2014.